# Vasilij Aleksandrovič Arhipov
Vasilij Aleksandrovič Arhipov (rusko Василий Александрович Архипов), sovjetski mornariški častnik. * 30. januar 1926, Zvorkovo, Moskovska oblast, † 19. avgust 1998, Kupavna, Železnodorožni, Balašiha.
Arhipov je bil viceadmiral Sovjetske vojne mornarice, ki je med operacijo Anadir v sklopu kubanske raketne krize z odgovornim ravnanjem preprečil izstrelitev torpeda 53-58 z jedrsko bojno glavo.

## Življenjepis
Po diplomiranju na Kaspijski višji mornariški šoli v Bakuju leta 1947 je služil na podmornicah Črnomorske, Severne in Baltske flote.
Julija 1961 je postal namestnik poveljnika strateške jedrske podmornice K-19. Med patruljiranjem v Grenlandskem morju je podmornica doživela veliko puščanje v hladilnem sistemu jedrskega reaktorja. Posadka je našla alternativno rešitev za hlajenje jedrskega reaktorja, vendar je posadka pri tem prejela visoke odmerke radioaktivnega sevanja.
1. oktobra 1962 je poveljeval skupini štirih podmornic projekta 641, ki so odplule do Kube v sklopu operacije Anadir. Arhipov je bil nameščen na podmornici B-59, ki je bila pod poveljstvom kapitana 2. stopnje Valentina Grigorjeviča Savickega. 27. oktobra je podmornico B-59 obkolila skupina 11 rušilcev in letalonosilke Randolph Ameriške vojne mornarice. Nanjo so streljala ameriška letala, ladje pa so uporabljale šolske globinske bombe. Poveljnik podmornice Savicki je bil pripravljen v odgovor izstreliti torpedo z jedrsko bojno glavo. Toda Arhipov je bil zadržan, bil pozoren na signale z ameriških ladij in ustavil poveljnika podmornice. Podmornica se je tako odzvala s signalom "Prenehajte s provokacijo" in potem so se letala umaknila in se je situacija nekoliko umirila.